# Jalpatagua
Jalpatagua är en kommunhuvudort i Guatemala.   Den ligger i departementet Departamento de Jutiapa, i den södra delen av landet, 80 km sydost om huvudstaden Guatemala City. Jalpatagua ligger 587 meter över havet och antalet invånare är 10 469.
Terrängen runt Jalpatagua är huvudsakligen kuperad. Jalpatagua ligger nere i en dal. Runt Jalpatagua är det ganska tätbefolkat, med 144 invånare per kvadratkilometer. Jalpatagua är det största samhället i trakten. Omgivningarna runt Jalpatagua är en mosaik av jordbruksmark och naturlig växtlighet.